# Giancarlo Galan
Giancarlo Galan (Padova, 10 settembre 1956) è un ex politico e dirigente d'azienda italiano, Presidente della Regione Veneto dal 1995 al 2010, nonché Ministro delle politiche agricole alimentari e forestali (2010-2011) e Ministro dei beni e delle attività culturali (2011) nel Governo Berlusconi IV, nel 2012 è stato tra i candidati alle mancate primarie come leader del PdL, successivamente ritirate per la ricandidatura di Silvio Berlusconi. In seguito al processo sullo scandalo del MOSE, è decaduto dalle sue funzioni parlamentari, finendo, dopo un iniziale e breve periodo di carcere, agli arresti domiciliari.

## Biografia

### Studi
Nato a Padova nel 1956 da Nelson, radiologo padovano, e Margherita Tescari, originaria di Nanto (VI); ha un fratello e una sorella ed è cresciuto nel quartiere padovano dell'Arcella. Galan si è laureato in giurisprudenza all'omonima Università degli Studi con una tesi in diritto ecclesiastico e ha conseguito un master in Business administration all'Università commerciale Luigi Bocconi. Ha lavorato per Publitalia '80 diventandone direttore centrale.
Dal 1987 al 2014 Galan è stato iscritto ad una loggia massonica padovana appartenente all'obbedienza massonica del Grande Oriente d'Italia dalla quale ha chiesto di «entrare in sonno» il 6 giugno del 2014, due giorni dopo i primi arresti per l'inchiesta sul MOSE.

## Carriera politica

### Dal Partito Liberale Italiano a deputato di Forza Italia
Iscritto giovanissimo al Partito Liberale Italiano, nel 1993, in vista della discesa in campo nella politica di Silvio Berlusconi, viene chiamato proprio da Berlusconi a partecipare alla fondazione di Forza Italia.
Alle elezioni politiche del 1994 viene candidato alla Camera dei deputati, ed eletto tra le liste proporzionale di Forza Italia. Nella XII legislatura è stato componente della I Commissione Affari Costituzionali, della VI Commissione Finanze, della VIII Commissione Lavori Pubblici e della Commissione Parlamentare per le Questioni Regionali; nominato segretario regionale di Forza Italia, organizza nel Veneto le forze d'area moderata del territorio.

### Presidente della Regione Veneto (1995-2010)

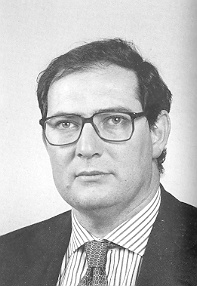
Galan nel 1994

Il 23 aprile 1995 entra a fare parte del Consiglio regionale del Veneto, dal quale è eletto presidente della Giunta regionale. Il 22 giugno, due mesi dopo la sua elezione in Consiglio regionale veneto, ne vengono accettate le sue dimissioni da deputato dalla Camera (gli subentra il collega Sergio Travaglia).
Diventato il leader del partito in Veneto, viene nominato Presidente della Regione Veneto nel 1995 dopo essere arrivato primo alle Elezioni regionali sostenuto dal Polo delle Libertà con il 38,2% seguito dal candidato de L'Ulivo, il docente universitario ed ex Sindaco di Padova Ettore Bentsik al 32,3%, al candidato della Lega Nord, il deputato Alberto Lembo più indietro al 17,5% e all'ex sindacalista Cgil appoggiato da Rifondazione Comunista Paolo Cacciari fermo al 6,9%.
Nel 2000, prima volta di un'elezione diretta dei Presidenti di Regione, è nuovamente ricandidato per la Casa delle Libertà alla Presidenza della Regione Veneto battendo con il 54,9% il sindaco di Venezia e neo europarlamentare, candidato de L'Ulivo, il filosofo Massimo Cacciari fermo al 38,2%.
Si ricandida per un terzo mandato consecutivo nel 2005 appoggiato sempre dalla Casa delle Libertà tornando a rivincere con il 50,5% pari a 1.365.698 voti contro l'ex vicepresidente di Confindustria Veneto ed ex europarlamentare DS, l'imprenditore Massimo Carraro sostenuto da L'Unione al 42,4% pari a 1.144.358 voti seguito dall'indipendentista della lista Progetto Nordest Giorgio Panto al 6%.
Il suo dominio lungo 15 anni ininterrotti come Presidente del Veneto gli è valso il soprannome de Il Doge.
Alle elezioni politiche del 2006 è stato eletto senatore per Forza Italia nel Veneto, è membro della 9ª Commissione permanente (Agricoltura e Produzione Agroalimentare) ma il 12 luglio, dopo tre mesi come stabilito dalla legge, vengono accettate le sue dimissioni per incompatibilità optando per il ruolo di presidente regionale (sostituito dal collega Pierantonio Zanettin).
Viene rieletto in Senato alle elezioni del 2008, dimettendosi per incompatibilità il 29 aprile 2008 pochi giorni dopo la proclamazione degli eletti (sostituito dal collega Piero Longo).
A dicembre 2009, Il Popolo della Libertà, suo nuovo partito, decide di non ricandidarlo per un quarto mandato, al fine di permettere la corsa alla presidenza della regione Veneto di un esponente della Lega Nord, che culminerà con l'elezione, l'anno successivo, del suo successore Luca Zaia. Galan ha commentato, parafrasando Talleyrand, «Considero quanto avvenuto peggio di un tradimento, e cioè un errore».

### Ministro delle politiche agricole e dei beni e delle attività culturali

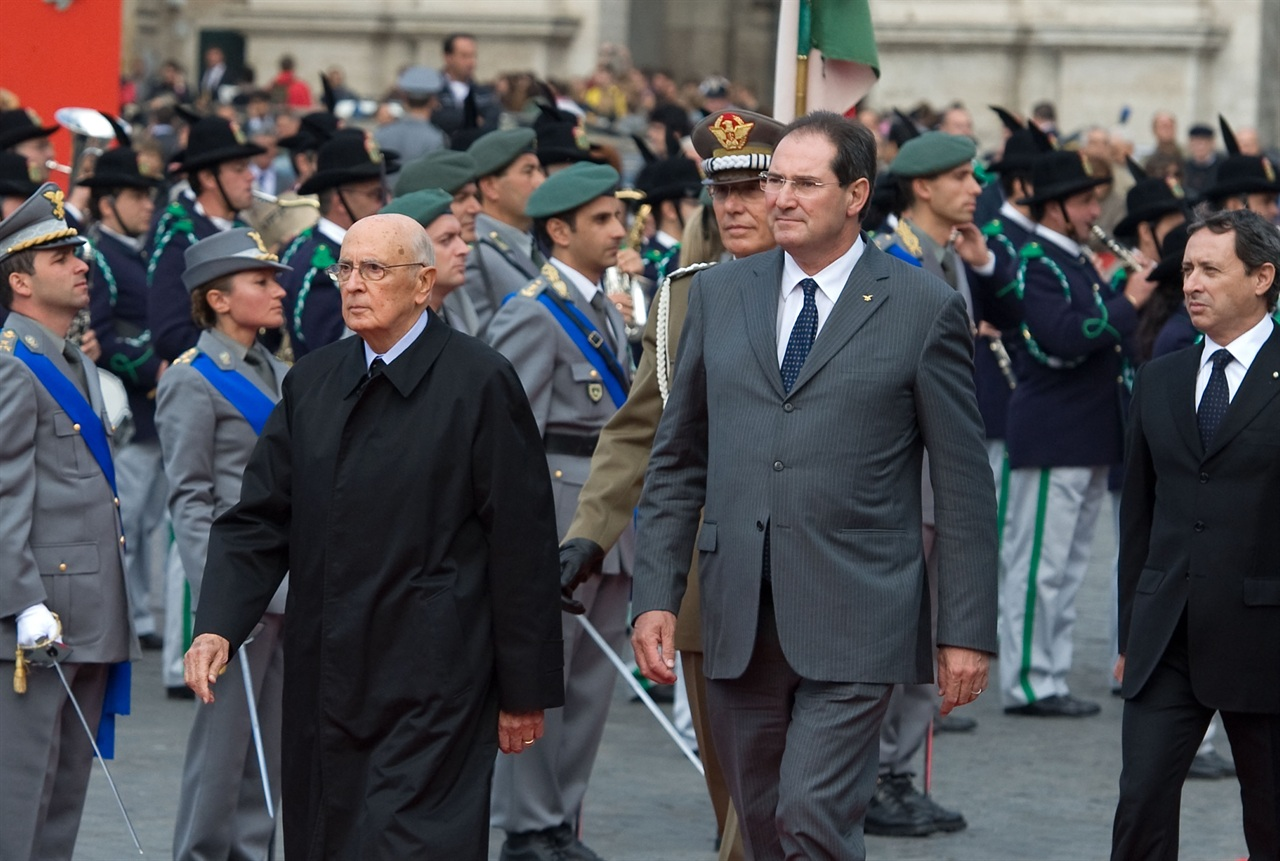
Galan col Presidente della Repubblica Giorgio Napolitano e il Capo del Corpo forestale dello Stato Cesare Patrone in occasione del 188º anniversario della sua costituzione

Il 16 aprile 2010 Galan viene nominato Ministro delle politiche agricole alimentari e forestali del quarto governo Berlusconi, in sostituzione proprio del neo-eletto presidente della Regione Veneto Zaia.
Come componente della 9ª Commissione permanente (Agricoltura e produzione agroalimentare) del Senato nel 2006, Galan si è reso noto per alcune proposte di legge di apertura alle colture OGM, che ha trovato l'opposizione dei movimenti ambientalisti e delle associazioni per l'agricoltura biologica, oltre che di diversi governi regionali, incluso lo stesso Veneto.
Il 23 marzo 2011 Galan annuncia le dimissioni da Ministro delle politiche agricole alimentari e forestali, che viene affidato al leader di Iniziativa Responsabile Francesco Saverio Romano, per guidare il dicastero dei Beni e delle Attività Culturali, lasciato libero dal dimissionario Sandro Bondi.
Il Secolo XIX ha criticato l'infornata di nomine all'ultimo minuto, a seguito delle dimissioni del governo Berlusconi IV, con le quali Galan ha posizionato politici e giornalisti di area di centrodestra nelle commissioni ed enti che fanno capo al MiBAC.
Su indicazione di Marcello Dell'Utri, da ministro Galan nominò Marino Massimo De Caro a consulente del ministero; De Caro fu poi nominato dal successore Lorenzo Ornaghi alla direzione della Biblioteca dei Girolamini di Napoli. De Caro si rese poi responsabile del furto di numerosi testi antichi e rari, alcuni dei quali finiti in possesso dello stesso Dell'Utri.
Il 19 novembre 2012 Galan annuncia con un tweet la sua candidatura alle Primarie del Popolo della Libertà, poi annullate a causa della discesa in campo di Silvio Berlusconi come candidato premier del Popolo della Libertà.

### Elezioni del 2013 e la decadenza da deputato
Alle elezioni politiche del 2013 Galan viene eletto deputato, come capolista del Popolo della Libertà nella circoscrizione Veneto 1.
Il 7 maggio 2013 viene eletto Presidente della VII Commissione Cultura, Scienza e Istruzione della Camera dei deputati.
Il 16 novembre 2013, con la sospensione delle attività del Popolo della Libertà, Galan aderisce alla nuova Forza Italia.
Resta deputato sino al 27 aprile 2016, quando decade dalla carica di parlamentare in seguito al patteggiamento della condanna sul processo MOSE a due anni e 10 mesi di reclusione, oltre al pagamento di 2,6 milioni di euro di multa; a Montecitorio gli subentra Dino Secco.

## Vita privata
Sposato con Sandra Persegato, ha due figli, uno dei quali nato da una precedente relazione.

## Procedimenti giudiziari

### Patteggiamento e condanna in primo grado per corruzione sugli appalti per il MOSE
Il 4 giugno 2014 viene trasmessa alla Camera dei deputati una richiesta di autorizzazione a procedere per l'arresto di Galan in relazione all'inchiesta condotta della Procura di Venezia nell'ambito delle indagini sull'ex Amministratore delegato della Mantovani S.p.A., Giorgio Baita, e sugli appalti per il MOSE.
A Galan sarebbero contestati i reati di corruzione, concussione e riciclaggio, in relazione ai quali l'interessato si è tuttavia dichiarato estraneo. Secondo la procura del capoluogo veneto, l'ex ministro della Cultura ha percepito “uno stipendio di un milione di euro l'anno più altri due milioni una tantum per le autorizzazioni” necessarie all'opera. Il diretto interessato si è difeso, dichiarandosi innocente e accusando la Guardia di Finanza, il cui lavoro scadente avrebbe indotto in errore i magistrati inquirenti.
Questi ultimi, però, hanno risposto nero su bianco alla presa di posizione dell'ex presidente con un documento in cui si legge di “cospicue operazioni commerciali nel Sud Est asiatico” nell'ordine di 50 milioni di dollari, trovate in documenti in possesso del ‘prestanome’ Paolo Venuti, per le quali emergerebbe “la riconducibilità alla famiglia Galan”.
Contro Galan ci sono le dichiarazioni di Giovanni Mazzacurati, presidente del Consorzio Venezia Nuova, e della sua ex segretaria Claudia Minutillo. Secondo l'imprenditore l'ex ministro della Cultura e Presidente del Veneto era di fatto stipendiato insieme all'Assessore alle Infrastrutture della Regione Veneto, arrestato, Renato Chisso (PdL): “La cosa era molto variabile, si può considerare un milione l'anno” aveva detto a verbale nell'interrogatorio del 31 luglio 2013.
Un meccanismo confermato ai magistrati dalla ex assistente: ”Era un sistema, cioè ogni tot quando loro potevano gli davano dei soldi”.
Dall'ordine di custodia cautelare che aveva portato a 35 arresti erano emersi altri particolari: un milione e centomila euro per ristrutturare villa Rodella, la sua residenza sui Colli Euganei, 200 000 euro consegnati nel 2005 all'Hotel Santa Chiara di Venezia da Piergiorgio Baita, allora presidente della Mantovani Costruzioni, diventato la gola profonda dell'inchiesta con ampie confessioni, per finanziare la sua campagna elettorale, cinquantamila euro, nello stesso anno, versati in un conto corrente presso S.M. International Bank Spa di San Marino più altri finanziamenti per altre campagne elettorali consegnati sempre da Baita alla Minutillo.
Ed è ancora la segretaria a raccontare ai pm che un'ulteriore ricompensa consisteva nell'”intestare quote di società che avrebbero poi guadagnato ingenti somme dal project financing a prestanome dei politici di riferimento”, Galan in primis. Dalla Regione, per procedere con i lavori, il Consorzio Venezia Nuova doveva ottenere essenzialmente la Valutazione d'impatto ambientale e la salvaguardia per la realizzazione delle dighe.
Galan avrebbe avuto un ruolo fondamentale: quello di accompagnare Mazzacurati, presidente del Consorzio, al cospetto di Gianni Letta, quando quest'ultimo era sottosegretario alla presidenza del Consiglio nel governo di Silvio Berlusconi e al coordinatore regionale di Forza Italia e PdL Veneto, l'avvocato del premier Niccolò Ghedini. Secondo Piergiorgio Baita, ex presidente della Mantovani, i versamenti a Galan erano avvenuti anche quando il politico padovano non era già più presidente del Veneto.
Fra le contestazioni a Galan c'è quella di aver ottenuto il pagamento della ristrutturazione della propria villa di Cinto Euganeo, nel padovano: nel 2007/2008 venne ristrutturato il corpo principale del casale e nel 2011 la “barchessa”.

#### L'iter per l'autorizzazione all'arresto
Il 10 luglio 2014, la Giunta per le autorizzazioni della Camera dei deputati approva, a larga maggioranza, la relazione del deputato Mariano Rabino (Scelta Civica), deliberando in tal modo parere favorevole alla proposta di concessione della richiesta di arresto non rilevando il fumus persecutionis nei confronti dell'ex presidente del Veneto.
A favore dell'arresto si schierano 16 deputati (10 del Partito Democratico, 3 del Movimento 5 Stelle, 1 di Sinistra Ecologia Libertà, 1 di Scelta Civica per l'Italia e 1 della Lega Nord) mentre contro 3 deputati (1 di Forza Italia, 1 del Nuovo Centrodestra, 1 del Gruppo misto - componente: Partito Socialista Italiano) e nessun astenuto sui 21 membri totali della Giunta.
Non partecipa al voto il presidente della Giunta Ignazio La Russa (Fratelli d'Italia - Alleanza Nazionale) mentre risulta assente l'unico esponente del gruppo Per l'Italia.
Respinta, preventivamente, la richiesta del deputato Marco Di Lello (Gruppo misto - componente: Partito Socialista Italiano) che aveva chiesto il rinvio della richiesta di custodia cautelare in carcere alla Procura di Venezia alla luce della nuova normativa sulla custodia cautelare, che prevede che siano possibili gli arresti domiciliari qualora il soggetto sia incensurato e la misura venga prevista per un reato punibile con non più di tre anni con 4 sì (1 di Forza Italia, 1 del Nuovo Centrodestra, 1 di Sinistra Ecologia Libertà e 1 del Gruppo misto - componente: Partito Socialista Italiano), 14 no (10 del Partito Democratico, 3 del Movimento 5 Stelle, 1 della Lega Nord), un astenuto (il relatore Rabino, Scelta Civica per l'Italia) con un deputato assente (Per l'Italia) e la non partecipazione al voto del Presidente La Russa (Fratelli d'Italia - Alleanza Nazionale) sui 21 totali.
Il 22 luglio, dopo due rinvii concordati in conferenza dei capigruppo, la Camera dei Deputati decide sull'arresto del deputato Galan.
Prima del voto viene respinta la richiesta di ulteriore rinvio avanzata dal capogruppo di Forza Italia Renato Brunetta in relazione al fatto che Galan, a causa di una frattura del perone e di una tromboflebite aggravata dal diabete preesistente era ricoverato in ospedale non potendo essere presente in Aula per difendersi prima di 45 giorni (respinta con 289 voti di scarto, a favore Forza Italia, Nuovo Centrodestra, Per l'Italia e le due componenti del Gruppo misto: Partito Socialista Italiano e Movimento Associativo Italiani all'Estero-Alleanza per l'Italia; contrari Partito Democratico, Movimento 5 Stelle, Sinistra Ecologia Libertà, Lega Nord e le due componenti del Gruppo misto: Libertà e Diritti - Socialisti Europei (LED) e Minoranze linguistiche; astenuti Scelta Civica per l'Italia, Fratelli d'Italia - Alleanza Nazionale e la componente del Gruppo misto: Centro Democratico) e la richiesta di modifica del calendario dei lavori per far slittare il voto dopo il Decreto Carceri avanzata dal vicepresidente della Giunta Antonio Leone (Nuovo Centrodestra), (respinta con 346 voti di scarto, a favore Forza Italia, Nuovo Centrodestra e le due componenti del Gruppo misto: Partito Socialista Italiano e Movimento Associativo Italiani all'Estero-Alleanza per l'Italia; contrari Partito Democratico, Movimento 5 Stelle, Sinistra Ecologia Libertà, Scelta Civica per l'Italia, Per l'Italia, Lega Nord e le tre componenti del Gruppo misto: Libertà e Diritti - Socialisti Europei (LED), Minoranze linguistiche, Centro Democratico; astenuti Fratelli d'Italia - Alleanza Nazionale) mentre la Presidente della Camera dei Deputati Laura Boldrini respinge senza mettere ai voti la richiesta avanzata dal Presidente della Giunta Ignazio La Russa (Fratelli d'Italia - Alleanza Nazionale) in merito a un rinvio di una settimana per una pausa riflessiva e dare la possibilità a Galan di presenziare in Aula nonostante la degenza.

#### L'arresto
Dopo il dibattito la Camera, con scrutinio segreto richiesto dal gruppo di Forza Italia, approva la relazione Rabino (Scelta Civica per l'Italia) favorevole alla concessione dell'arresto non ravvisando il fumus persecutionis con 395 sì, 138 no e 2 astenuti (535 presenti su 630).
In sede di dichiarazione di voto si esprimono a favore: Partito Democratico, Movimento 5 Stelle, Scelta Civica per l'Italia, Sinistra Ecologia Libertà, Lega Nord, Per l'Italia, Fratelli d'Italia - Alleanza Nazionale e le tre componenti del Gruppo misto: Libertà e Diritti - Socialisti Europei (LED), Minoranze linguistiche, Centro Democratico, mentre si schierano contro: Forza Italia, Nuovo Centrodestra e le due componenti del Gruppo misto: Partito Socialista Italiano, Movimento Associativo Italiani all'Estero-Alleanza per l'Italia.
Dopo poche ore Galan viene dimesso dall'Ospedale di Este (Padova) e dalla sua casa di Cinto Euganeo viene trasportato nel carcere di Opera (Milano).

#### Il patteggiamento per corruzione
Il 9 ottobre 2014, dopo 78 giorni di carcere il GIP firma i domiciliari per Galan che patteggia una pena di 2 anni e 10 mesi restituendo 2,5 milioni di euro (a fronte di un maltolto di oltre 15 milioni) accolta dai PM e confermata dal GIP insieme con 19 dei 35 indagati -tra cui l'ex commercialista e l'ex segretaria Minutillo - estinguendo definitivamente il procedimento a suo carico.

#### La decadenza da deputato
Il 27 aprile 2016 l'aula della Camera dei Deputati ha approvato la relazione della Giunta delle Elezioni di Montecitorio che decideva la decadenza di Giancarlo Galan dal seggio di Montecitorio sulla base della legge Severino.
La decadenza di Galan, a cui subentra come deputato Dino Secco, è stata approvata con 388 voti a favore (Partito Democratico, Movimento 5 Stelle, Area Popolare (NCD-UDC), Sinistra Italiana, Scelta Civica, Lega Nord, Democrazia Solidale-Centro Democratico, Fratelli d'Italia-Alleanza Nazionale e le cinque componenti del Gruppo misto: Partito Socialista Italiano, Fare!-PRI, Alternativa Libera-Possibile, Minoranze Linguistiche, Non iscritti), 40 contrari (Forza Italia e la componente del Gruppo misto: Conservatori e Riformisti) e 7 astenuti (la componente del Gruppo misto: Alleanza Liberalpopolare-Autonomie).

#### La condanna in primo grado
Il 28 febbraio 2017 viene condannato in primo grado dalla Corte dei Conti ad un risarcimento danni pari a 5,8 milioni di euro per le vicende legate al Mose.
Nell'ottobre 2021 la Corte dei Conti ha affermato di essere riuscita a recuperare solo circa 1.800 euro rispetto ad una cifra di 5,2 milioni di euro presentata a Galan per il coinvolgimento sulle tangenti legate al Mose.